# فهرست‌های فیلم‌های پویانمایی
این فهرستی از فهرست‌های فیلم‌های پویانمایی بلند (انیمیشن) از سراسر جهان است که تمام گونه‌های پویانمایی، از جمله ساخته‌شده برای تلویزیون و فیلم ویدئویی را شامل می‌شود.

## فهرست‌ها بر پایهٔ دهه
- فهرست فیلم‌های پویانمایی دهه ۲۰۱۰
- فهرست فیلم‌های پویانمایی دهه ۲۰۲۰

## فهرست پرفروش‌ترین فیلم‌های پویانمایی
- فهرست پرفروش‌ترین فیلم‌های پویانمایی دهه ۱۹۸۰
- فهرست پرفروش‌ترین فیلم‌های پویانمایی دهه ۱۹۹۰
- فهرست پرفروش‌ترین فیلم‌های پویانمایی دهه ۲۰۰۰
- فهرست پرفروش‌ترین فیلم‌های پویانمایی دهه ۲۰۱۰

## فهرست‌های مرتبط
- جایزه اسکار بهترین فیلم پویانمایی
- فهرست تولیدات دریم‌ورکس انیمیشن
- دیزنی
  - فهرست فیلم‌های بلند پویانمایی تئاتری دیزنی
  - فهرست فیلم‌های استودیوی انیمیشن والت دیزنی
- فهرست فیلم‌های پویانمایی پارامونت پیکچرز
- فهرست فیلم‌های پویانمایی سونی پیکچرز
- فهرست فیلم‌های پیکسار
- فهرست فیلم‌های سینمایی پویانمایی آردمن
- فهرست فیلم‌های سینمایی پویانمایی جیبلی
- فهرست فیلم‌های سینمایی پویانمایی کارتون سالون
- فهرست فیلم‌های سینمایی پویانمایی لایکا

### رده‌ها
- فهرست‌های پویانمایی‌ها بر پایهٔ: دهه، سال، مدت فیلم، استودیو، جمعیت‌شناسی، سبک، کارگردان، کشور، موضوع
- پویانمایی بر پایهٔ نوع فیلم: تلویزیونی، رایانه‌ای، سه‌بعدی، کودکان، استاپ‌موشن، انیمه، کوتاه، شبیه‌سازی، مجموعه‌ها
- شرکت‌های پویانمایی: آردمن، دیزنی، روتوسکپی، نیکلودین، دریم‌ورکس
- دیگر: موسیقی‌متن، ترانه‌ها، جایزهٔ اسکار بهترین پویانمایی
- افراد: تهیه‌کنندگان، کارتونیست‌ها، کارگردانان
- بر پایهٔ کشور: آمریکایی، ایرلندی